# Lekianoba

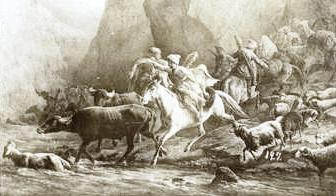
Dagestanische Bergbewohner (damals pauschal „Lesgier“ genannt), kehren von einem Raubzug zurück. Bild aus der Veröffentlichung von George Kennan.

Der Begriff Lekianoba (georgisch ლეკიანობა) bezeichnet eine Serie kriegerischer Überfälle, von Plünderungen und Feldzügen einiger Bewohner Dagestans nach Transkaukasien, besonders ins östliche Georgien (Kachetien, Kartlien) und ins nördliche Aserbaidschan vom 16. bis zum Anfang des 19. Jahrhunderts.
Der Begriff Lekianoba kommt aus dem Georgischen und leitet sich vom alten geografischen Namen Leki für Dagestan ab, ergänzt um das Attributiv-Suffix -anoba. Leki war im Mittelalter ein vorwiegend von dagestanischen Laken, Lesgiern und Darginern bewohntes Reich. Neben diesen Völkern waren auch Awaren und einige kleinere Volksgruppen Dagestans beteiligt.
Die Angriffe begannen sporadisch nach dem Zerfall des Königreich Georgiens, wobei die Dagestaner die militärische Schwäche der zahlreichen, untereinander verfeindeten Nachfolgefürstentümer in Georgien und Aserbaidschan nutzten. Nach dem Zusammenbruch des persischen Safawidenreiches 1722, das zuvor die Oberhoheit über Aserbaidschan und Ostgeorgien innehatte, wurden sie im 18. Jahrhundert wesentlich häufiger und es beteiligten sich mehr dagestanische Krieger. Zeitweilig zahlten mehrere aserbaidschanische Khanate und georgische Königreiche den dagestanischen Fürsten und Stämmen Tribute, um von der Lekianoba verschont zu werden, oder um Geiseln auszulösen. Bedeutsam war in dieser Zeit auch der Sklavenhandel in ganz Kaukasien und überhaupt in weiten Teilen der Welt. In dieses einträgliche Geschäft war besonders das Fürstengeschlecht Megreliens, Dadiani verwickelt, es trat als Zwischenhändler auf und war vertraglich im Stande, jährlich bis zu 15.000 Knaben an die Hohe Pforte zu verkaufen, andere Adelsgeschlechter verkauften leibeigene Bauern, junge Frauen und Kriegsgefangene, um Waren und Waffen bezahlen zu können.
Für die Lekianoba gab es mehrere Ursachen. Einerseits dienten sie der Bereicherung der wenig wohlhabenden und kriegerischen Bergbewohner Dagestans. Andererseits gründeten besonders in der Spätzeit vor allem Lesgier neue Dörfer in ganz Aserbaidschan, was als Indiz zu werten ist, dass Dagestan überbevölkert war. Die Bewohner des östlichen und südöstlichen Teiles des Berglandes von Dagestan leben, im Gegensatz zum übrigen Kaukasus, in relativ trockenem Klima und auf wenig fruchtbaren Böden, weshalb sie sich nur wenig durch Ackerbau ernähren konnten. Diesen Nachteil kompensierten sie seit langem durch extensivere Viehhaltung, durch Kunsthandwerk (Goldschmiede- und Schmiedearbeiten, Lederarbeiten und Kürschnerei, Töpferei und Glasurmalerei), durch den Handel mit diesen Erzeugnissen und bis ins 19. Jahrhundert eben auch gelegentlich durch die „Erträge“ der Lekianoba. Dieses Grundproblem wurde im 20. Jahrhundert durch die kaiserlich russische, besonders aber durch die sowjetische Verwaltung Dagestans behoben, die Teilen der dagestanischen Bergbevölkerung Siedlungsgebiete im dagestanischen Vorgebirgsland zuwiesen, was nach dem Zerfall der Sowjetunion auch zu Protesten nationalistischer Gruppen der vorher dort unter sich lebenden Kumyken führte. Heute leben die meisten Dagestanis ohnehin in Städten.
Die Lekianoba war der Anlass für die vorübergehende Eroberung Dagestans durch den persischen Herrscher Nadir Schah. Anfang des 19. Jahrhunderts war sie auch als wichtiger Anlass für die langwierige Eroberung des Kaukasus, zu dem auch das Bergland von Dagestan gehört, im Kaukasuskrieg (1817–1864). Ein weiterer Anlass waren weitere Kriegszüge einiger mit dem expandierenden Kaiserreich Russland und seinen Kosaken verfeindeten Tscherkessen und Tschetschenen gegen das nun russische Nordkaukasien. Ostgeorgien und Aserbaidschan waren bereits 1801 von Russland annektiert worden, weshalb auch die russische Verwaltung mit der Lekianoba konfrontiert wurde. Allerdings waren auch strategische Überlegungen zur russischen Sicherung der neuen Besitzungen eine Ursache dieses Krieges.

## Nachweise
1. ↑  Kurzerwähnung in einem Lehrbuchtext der georgischen Sprache
2. 1 2  Tessa Hofmann: Armenien – Georgien: Zwischen Ararat und Kaukasus. Mundo-Verlag, Leer 1990, ISBN 3-87322-001-6, Der Zerfall der Reichseinheit; Der Anschluss an Rußland, S. 218–220.
3. ↑  Vgl. z. B. den Artikel von Robert Wixman: „Laḳ“ in: „The Encyclopaedia of Islam. New Edition“ (EI2), Band V., S. 617–18, der explizit auf den geringen Ackerbau und die hohe Rate von Viehzucht und Kunsthandwerk bei den Laken hinweist, oder den Artikel von Richard Nelson Frye: „Darghin“ in: EI2, Band II., S. 141–142, der ebenfalls zwischen den Viehzucht betreibenden und den Kunsthandwerk und Handel betreibenden Darginerstämmen unterscheidet, sowie viele andere Autoren.
4. ↑  Vgl. z. B. diese Karte der kaukasischen Sprachen aus der Encyclopaedia Britannica, darauf der dagestanische Zweig in gelb. Nördlich des Hauptsiedlungsgebietes im Gebirge die Ansiedlungsgebiete.